# Прелъстен и изоставен
„Прелъстен и изоставен“ (на английски: Forgetting Sarah Marshall) е американски комедиен филм от 2008 г. на режисьора Никълъс Столър и във филма участват Джейсън Сийгъл, Кристен Бел, Мила Кунис, Ръсел Бранд и Бил Хейдър.